# Voor alles bang
Voor alles bang is een nummer van de Nederlandse rapper Sef. Het verscheen in januari 2025 op single, gelijktijdig met het nummer h-e-l-p.

## Achtergrondinformatie
"Voor alles bang" gaat over de angst van Sef over wereldproblemen. In de tekst wordt verwezen naar onder andere (vermoedelijk) Donald Trump en Elon Musk ("...wat die met z'n tweeën stiekem met elkaar bespreken"), klimaatproblematiek ("Voor het water dat blijft stijgen / Voor de droogte, voor de vloed"), Sefs eigen leven en de dood ("Voor het grote onbekende en oneindige, het eind"). Het refrein van het nummer is gesampled uit "Voor alles" van Wende Snijders, wat een interpolatie is van een gedicht van Joost Zwagerman. Sef kreeg het idee voor de sample toen hij Snijders zag spelen op Oerol 2023. Hij zei dat "Voor alles bang" net zo goed over de jaren '70, '80 of '90 had kunnen gaan, maar dat dit volgens hem de "meest bizarre tijd" is. In de bridge van het van het nummer zit een sample van een vrouw die in de jaren '80, tijdens de Koude Oorlog, bang was dat er een bom zou vallen.
Het nummer bereikte de Nederlandse Top 40 of Tipparade niet. Wel kwam het tot de 5e positie in De Verlanglijst van NPO 3FM.

## Tracklijst
Muziekdownload
1. "Voor alles bang" - 3:02